# گیرو هوتر
گیرو هوتر (انگلیسی: Gero Hütter؛ زادهٔ ۱۸ دسامبر ۱۹۶۸) هماتولوژیست اهل آلمان است. او و تیمش موفق شدند مغز استخوانی را که فاقد یکی از گیرنده‌های مهم اچ‌آی‌وی بود، به تیموتی ری براون که آلوده به اچ‌آی‌وی و مبتلا به سرطان خون بود، پیوند زد. کمی بعد، سطح ویروس اچ‌آی‌وی در بدن این فرد شروع به افت نمود و آنقدر کاهش یافت که دیگر قابل ردیابی نبود. این درمان بازتاب گسترده‌ای در رسانه‌ها داشت و گیرو هوتر را «برلینی سال ۲۰۰۸» لقب دادند.
گیرو هوتر از پزشکان متخصص خون در بیمارستان شاریته است.